# Австралійський долар
Австралійський долар (англ. Australian dollar, код: AUD) — офіційна валюта Австралії та незалежних тихоокеанських держав Кірибаті, Науру і Тувалу. Ділиться на 100 центів. Зазвичай скорочується знаком долара ($), але існують й інші скорочення (A$, $A, AU$ і $AU). В обігу перебувають монети номіналом 5, 10, 20, 50 центів, 1, 2 долари та банкноти в 5, 10, 20, 50 і 100 доларів. Центральний банк — Резервний банк Австралії.
Станом на 2022 рік австралійський долар є сьомою за популярністю резервною та шостою найторговельнішою валютою у світі.

## Історія
До початку XX століття Австралія була у складі Британської імперії, в обігу перебували монети місцевих приватних випусків (токени), також було випущено золоті торгові монети для міжнародних розрахунків. У 1901 було розширено автономні права Австралії, створюється британський домініон Австралійський Союз. у 1910 році вводиться в обіг перша національна валюта Австралії — фунт (за зразком фунта стерлінгів поділявся на 20 шилінгів та 240 пенсів). Австралійський фунт за курсом був рівний британському до 1931 року, після чого був дещо девальвований.
На початку 1960-х років в країні велася розробка макетів нового грошового знаку який би приводився до десяткової системи числення. Було зроблено понад тисячу пропозицій з приводу назви валюти (прем'єр-міністр Роберт Мензіс пропонував назву «the royal», однак ідея не отримала підтримку серед населення). В результаті валюта була названа доларом. Австралійський долар був введений 14 лютого 1966 за курсом 2:1 відносно австралійського фунта (2 долари за 1 фунт).
Спочатку Австралія продовжувала перебувати в стерлінговій зоні дотримуючись прив'язки курсу своєї валюти до фунта стерлінгів на рівні 2,5 долара за 1 фунт. Однак у 1967 році, після девальвації фунта відносно долара США, Австралія не наслідувала цей крок і перейшла на прив'язку своєї валюти до американського долара на рівні A$1 = US$1,12. Пізніше рівень цієї прив'язки неодноразово змінювався. 12 грудня 1983, австралійський долар перейшов на плаваючий (ринковий) режим валютного курсу який існує по сьогодні.

## Монети

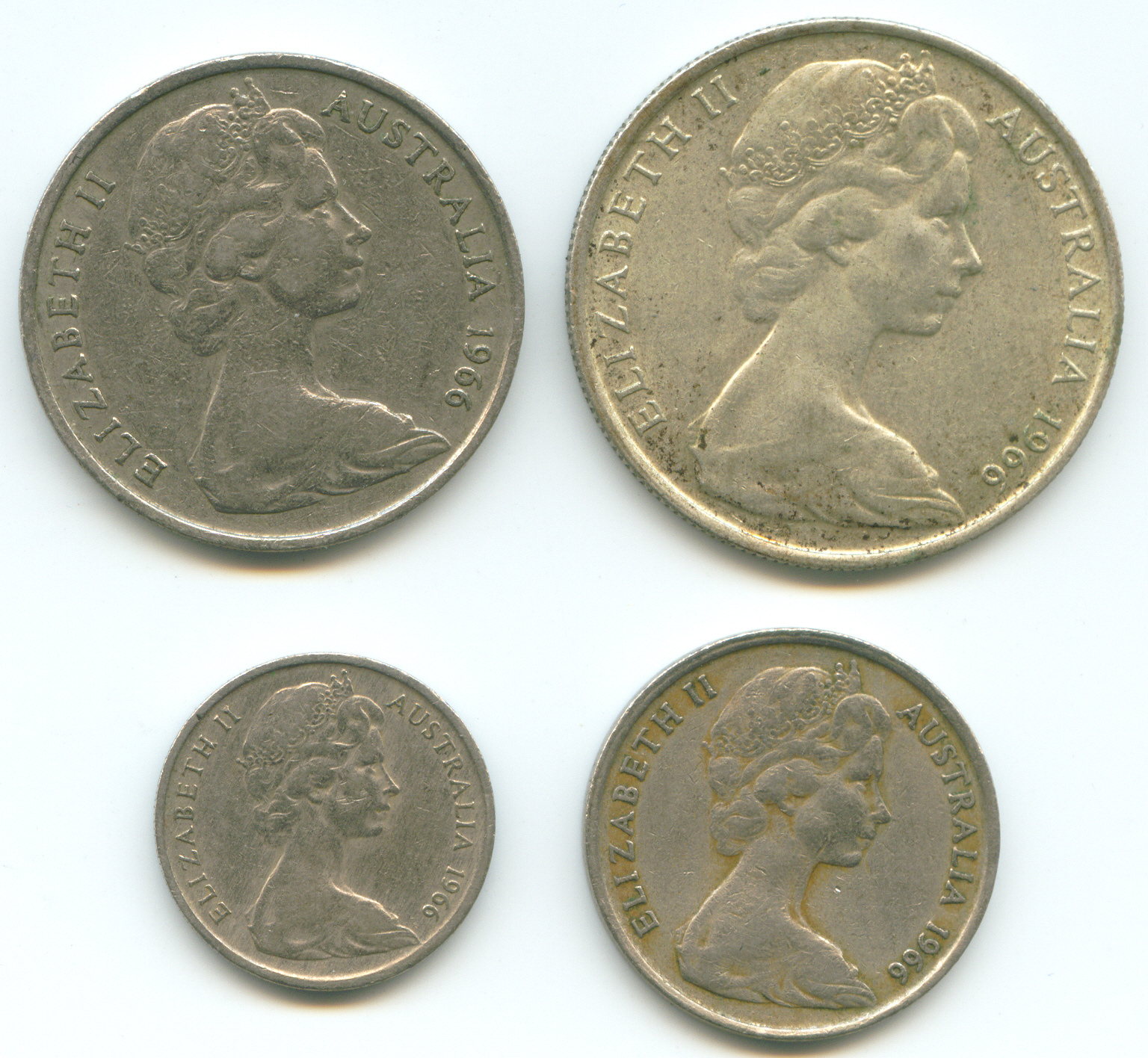
Профіль Єлизавети II на аверсах монет (50, 20, 10 та 5 центів) 1966 року карбування

У 1966 році в обіг були випущенні монети номіналами 1, 2, 5, 10, 20 і 50 центів. Спочатку монети в 50 центів карбувалися на 80 % з срібла, однак через рік вони усі були вилученні через те що вартість срібла яку вони вміщали стала значно перевищувати номінальну вартість самих монет. З 1969 року 50-центові монети стали випускати з купронікелю. У 1984 в обіг надійшли монети номіналом 1 долар, а у 1988 — 2 долари, які замінили відповідні банкноти. У 1991 з обігу стали вилучатись 1-но та 2-центові монети, відтоді готівкові розрахунки заокруглюються до найближчих 5 центів. Станом на 2022 рік, на аверсах усіх монет зображений профіль королеви Єлизавети II, однак він буде поступово замінюватись на профіль нового короля Чарльза III. Монети карбуються в Королівському Австралійському монетному дворі. Періодично випускаються також різноманітні пам'ятні монети.
| Австралійські монети                          | Австралійські монети                            | Австралійські монети  | Австралійські монети                | Австралійські монети | Австралійські монети | Австралійські монети               | Австралійські монети | Австралійські монети | Австралійські монети          | Австралійські монети   |
| Зображення                                    | Зображення                                      | Номінал               | Параметри                           | Параметри            | Параметри            | Параметри                          | Опис                 | Опис                 | Опис                          | Рік першого карбування |
| Аверс                                         | Реверс                                          | Номінал               | Діаметр                             | Товщина              | Вага                 | Вміст                              | Гурт                 | Аверс                | Реверс                        | Рік першого карбування |
| --------------------------------------------- | ----------------------------------------------- | --------------------- | ----------------------------------- | -------------------- | -------------------- | ---------------------------------- | -------------------- | -------------------- | ----------------------------- | ---------------------- |
| [Архівовано 3 серпня 2019 у Wayback Machine.] | [Архівовано 3 серпня 2019 у Wayback Machine.]   | 1c (вилученні з 1991) | 17,65 мм                            | >1,4 мм              | 2,60 г               | 97 % Мідь 2,5 % Цинк 0,5 % Олово   | Гладкий              | Профіль Єлизавети II | Акробатець карликовий         | 1966                   |
| [Архівовано 3 серпня 2019 у Wayback Machine.] | [Архівовано 3 серпня 2019 у Wayback Machine.]   | 2c (вилученні з 1991) | 21,59 мм                            | <1,9 мм              | 5,20 г               | 97 % Мідь 2,5 % Цинк 0,5 % Олово   | Гладкий              | Профіль Єлизавети II | Плащоносна ящірка             | 1966                   |
| [Архівовано 3 серпня 2019 у Wayback Machine.] | [Архівовано 3 серпня 2019 у Wayback Machine.]   | 5c                    | 19,41 мм                            | 1,3 мм               | 2,83 г               | Купронікель: 75 % Мідь 25 % Нікель | З надписами          | Профіль Єлизавети II | Єхидна австралійська          | 1966                   |
| [Архівовано 3 серпня 2019 у Wayback Machine.] | [Архівовано 3 серпня 2019 у Wayback Machine.]   | 10c                   | 23,60 мм                            | 2,0 мм               | 5,65 г               | Купронікель: 75 % Мідь 25 % Нікель | З надписами          | Профіль Єлизавети II | Лірохвіст великий             | 1966                   |
| [Архівовано 3 серпня 2019 у Wayback Machine.] | [Архівовано 19 березня 2021 у Wayback Machine.] | 20c                   | 28,65 мм                            | 2,5 мм               | 11,3 г               | Купронікель: 75 % Мідь 25 % Нікель | З надписами          | Профіль Єлизавети II | Качкодзьоб                    | 1966                   |
| [Архівовано 3 серпня 2019 у Wayback Machine.] | [Архівовано 4 березня 2016 у Wayback Machine.]  | 50c                   | 31,65 мм (між вершинами додекагона) | 2,5 мм               | 15,55 г              | Купронікель: 75 % Мідь 25 % Нікель | Гладкий              | Профіль Єлизавети II | Герб Австралії                | 1969                   |
| [Архівовано 3 серпня 2019 у Wayback Machine.] | [Архівовано 12 червня 2018 у Wayback Machine.]  | $1                    | 25,00 мм                            | 3,0 мм               | 9,00 г               | 92 % Мідь 6% Алюміній 2 % Нікель   | Перервано ребристий  | Профіль Єлизавети II | П'ять кенгуру                 | 1984                   |
| [Архівовано 3 серпня 2019 у Wayback Machine.] | [Архівовано 3 серпня 2019 у Wayback Machine.]   | $2                    | 20,50 мм                            | 2,8 мм               | 6,60 г               | 92 % Мідь 6% Алюміній 2 % Нікель   | Перервано ребристий  | Профіль Єлизавети II | Портрет корінного австралійця | 1988                   |

## Банкноти

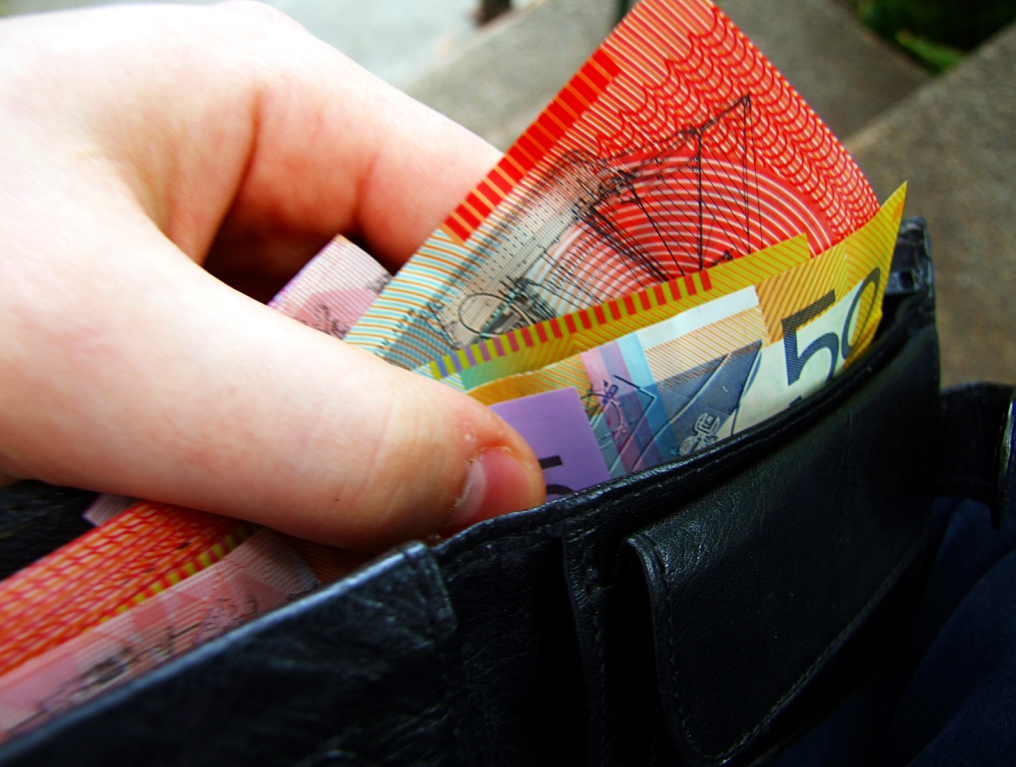
Австралійські банкноти в гаманці (2005)

У 1966 році Резервним банком Австралії була випущена перша серія паперових банкнот австралійського долара, таких же номіналів як і в попередника фунта: 1, 2, 10 і 20 доларів. 5-доларова банкнота була випущена у 1967, 50-доларова — у 1973, 100 доларова у 1984. У 1984 та 1988 роках банкноти в 1 та 2 долари були замінені на монети. У 1988, до двохсотріччя заснування першого європейського поселення в Австралії (після прибуття Першого флоту) була випущена пам'ятна банкнота в 10 доларів з полімеру. Опісля в 1992—1996 роках з полімеру були випущені усі банкноти другої серії австралійського долара. Австралія стала першою країною у світі яка випустила полімерні банкноти. Такі купюри володіють деякими перевагами у порівнянні з паперовими, вони зокрема не тонуть у воді, важко перегинаються, легко мнуться та повертаються в попередній стан, через що повільніше зношуються. Також вони є складнішими для фальшування. Приклад Австралії пізніше наслідували багато інших країн, як, наприклад Нова Зеландія у 1999, Румунія у 2005 та Канада у 2011.
Починаючи з 2015 року Резервний банк Австралії вводить третю серію банкнот, також з полімеру. У порівняні з другою серією відбулася зміна їхнього дизайну, натомість розміри, домінуючі кольори та персони портрети яких зображенні на них, не змінилися.
В лютому 2023 року повідомлялося що Австралія планує замінити портрет покійної королеви Єлизавети ІІ на 5-доларових банкнотах новим дизайном, який вшановуватиме історію та культуру корінних народів. За повідомленням Reuters, зображення нового короля Чарльза ІІІ не з'явиться на банкнотах, а замість цього будуть проведені консультації з представниками корінних народів для розробки нового дизайну. Цей процес може тривати кілька років, а до того часу будуть використовуватися існуючі купюри.
| Характеристика банкнот другої та третьої серій (випуск з 1992 року) | Характеристика банкнот другої та третьої серій (випуск з 1992 року) | Характеристика банкнот другої та третьої серій (випуск з 1992 року) | Характеристика банкнот другої та третьої серій (випуск з 1992 року) | Характеристика банкнот другої та третьої серій (випуск з 1992 року) | Характеристика банкнот другої та третьої серій (випуск з 1992 року) |
| Номінал                                                             | Зображення                                                          | Розміри, мм                                                         | Домінуючі кольори                                                   | Опис зображення                                                     | Опис зображення                                                     |
| Номінал                                                             | Зображення                                                          | Розміри, мм                                                         | Домінуючі кольори                                                   | Аверс                                                               | Реверс                                                              |
| ------------------------------------------------------------------- | ------------------------------------------------------------------- | ------------------------------------------------------------------- | ------------------------------------------------------------------- | ------------------------------------------------------------------- | ------------------------------------------------------------------- |
| $5                                                                  | [Архівовано 21 квітня 2019 у Wayback Machine.]                      | 130 × 65                                                            | Фіолетовий, рожевий                                                 | Королева Єлизавета II                                               | Будинок Парламенту Австралії у Канберрі                             |
| $10                                                                 | [Архівовано 9 серпня 2019 у Wayback Machine.]                       | 137 × 65                                                            | Голубий                                                             | Банджо Патерсон                                                     | Мері Ґілмор                                                         |
| $20                                                                 | [Архівовано 21 квітня 2019 у Wayback Machine.]                      | 144 × 65                                                            | Червоний                                                            | Мері Райбей                                                         | Джон Флінн                                                          |
| $50                                                                 | [Архівовано 10 червня 2019 у Wayback Machine.]                      | 151 × 65                                                            | Жовтий                                                              | Девід Юнайпон                                                       | Едіт Кауен                                                          |
| $100                                                                | [Архівовано 21 квітня 2019 у Wayback Machine.]                      | 158 × 65                                                            | Зелений                                                             | Неллі Мелба                                                         | Джон Монаш                                                          |

## Австралійський долар як резервна валюта
Станом на 2022 рік австралійський долар є шостою найбільш торговельною валютою світу (після долара США, євро, єни, фунта стерлінгів та китайського юаня), займаючи 6,4 % світових валютних операцій. Також після канадського долара займає 7 місце за обсягами міжнародних валютних резервів. Популярність серед торговців валютою викликана високою процентною ставкою в Австралії, відносною свободою валютного ринку від урядового втручання, загальною стабільністю австралійської економіки та політичної системи. За межами Австралії австралійський долар найчастіше використовується як альтернатива американському долару, головним чином в країнах південно-східної та східної Азії.
|                        | 2024 | 2023    | 2022    | 2021    | 2020    | 2019    | 2018    | 2017    | 2016    | 2015    | 2014    | 2013    | 2012    | 2011    | 2010    | 2009    | 2008    | 2007    | 2006    | 2005    | 2004    | 2003    | 2002    | 2001    | 2000    | 1999    | 1998    | 1997    | 1996    | 1995    | 1984   | 1983   | 1982   | 1980   | 1976   | 1972   | 1970   |
| Долар США              | 57,80 % | 58,42 % | 58,52 % | 58,80 % | 58,92 % | 60,75 % | 61,76 % | 62,73 % | 65,36 % | 65,75 % | 65,17 % | 61,28 % | 61,50 % | 62,69 % | 62,24 % | 62,15 % | 63,77 % | 63,87 % | 65,04 % | 66,51 % | 65,51 % | 65,45 % | 66,50 % | 71,51 % | 71,13 % | 71,01 % | 69,28 % | 65,10 % | 61,98 % | 58,96 % | 65,8 % | 68,5 % | 68,4 % | 67,2 % | 76,6 % | 78,6 % | 77,2 % |
| Євро                   | 19,83 % | 19,95 % | 20,37 % | 20,59 % | 21,29 % | 20,59 % | 20,67 % | 20,17 % | 19,14 % | 19,15 % | 21,21 % | 24,21 % | 24,07 % | 24,44 % | 25,76 % | 27,70 % | 26,21 % | 26,13 % | 24,99 % | 23,89 % | 24,68 % | 25,03 % | 23,65 % | 19,18 % | 18,29 % | 17,90 % |         |         |         |         |        |        |        |        |        |        |        |
| Німецька марка         | |         |         |         |         |         |         |         |         |         |         |         |         |         |         |         |         |         |         |         |         |         |         |         |         |         | 13,79 % | 14,48 % | 14,67 % | 15,75 % | 12,1 % | 11,2 % | 12,4 % | 14,8 % | 8,8 %  | 4,6 %  | 1,9 %  |
| Японська єна           | 5,82 % | 5,69 %  | 5,54 %  | 5,52 %  | 6,03 %  | 5,87 %  | 5,19 %  | 4,90 %  | 3,95 %  | 3,75 %  | 3,55 %  | 3,82 %  | 4,09 %  | 3,61 %  | 3,66 %  | 2,90 %  | 3,47 %  | 3,18 %  | 3,46 %  | 3,96 %  | 4,28 %  | 4,42 %  | 4,94 %  | 5,04 %  | 6,06 %  | 6,37 %  | 6,24 %  | 5,77 %  | 6,71 %  | 6,77 %  | 5,4 %  | 4,7 %  | 4,6 %  | 4,3 %  | 2,1 %  | 0,1 %  |        |
| Британський фунт       | 4,73 % | 4,86 %  | 4,90 %  | 4,81 %  | 4,73 %  | 4,64 %  | 4,43 %  | 4,54 %  | 4,35 %  | 4,72 %  | 3,70 %  | 3,99 %  | 4,04 %  | 3,84 %  | 3,94 %  | 4,25 %  | 4,22 %  | 4,82 %  | 4,52 %  | 3,75 %  | 3,49 %  | 2,86 %  | 2,92 %  | 2,70 %  | 2,75 %  | 2,89 %  | 2,66 %  | 2,58 %  | 2,68 %  | 2,11 %  | 2,8 %  | 2,6 %  | 2,4 %  | 2,9 %  | 1,9 %  | 7,1 %  | 10,4 % |
| Канадський долар       | 2,77 % | 2,59 %  | 2,39 %  | 2,38 %  | 2,08 %  | 1,86 %  | 1,84 %  | 2,03 %  | 1,94 %  | 1,78 %  | 1,75 %  | 1,83 %  | 1,43 %  |         |         |         |         |         |         |         |         |         |         |         |         |         |         |         |         |         |        |        |        |        |        |        |        |
| Китайський юань        | 2,18 % | 2,29 %  | 2,61 %  | 2,80 %  | 2,29 %  | 1,94 %  | 1,89 %  | 1,23 %  | 1,08 %  |         |         |         |         |         |         |         |         |         |         |         |         |         |         |         |         |         |         |         |         |         |        |        |        |        |        |        |        |
| Австралійський долар   | 2,06 % | 2,14 %  | 1,97 %  | 1,84 %  | 1,83 %  | 1,70 %  | 1,63 %  | 1,80 %  | 1,69 %  | 1,77 %  | 1,60 %  | 1,82 %  | 1,46 %  |         |         |         |         |         |         |         |         |         |         |         |         |         |         |         |         |         |        |        |        |        |        |        |        |
| Французький франк      | |         |         |         |         |         |         |         |         |         |         |         |         |         |         |         |         |         |         |         |         |         |         |         |         |         | 1,62 %  | 1,44 %  | 1,85 %  | 2,35 %  | 1,0 %  | 1,1 %  | 1,3 %  | 1,7 %  | 1,6 %  | 0,9 %  | 1,1 %  |
| Швейцарський франк     | 0,17 % | 0,19 %  | 0,23 %  | 0,17 %  | 0,17 %  | 0,15 %  | 0,14 %  | 0,18 %  | 0,16 %  | 0,27 %  | 0,24 %  | 0,27 %  | 0,21 %  | 0,08 %  | 0,13 %  | 0,12 %  | 0,14 %  | 0,16 %  | 0,17 %  | 0,15 %  | 0,17 %  | 0,23 %  | 0,41 %  | 0,25 %  | 0,27 %  | 0,23 %  | 0,33 %  | 0,35 %  | 0,30 %  | 0,33 %  | 2,0 %  | 2,3 %  | 2,7 %  | 3,2 %  | 2,2 %  | 1,0 %  | 0,7 %  |
| Нідерландський гульден | |         |         |         |         |         |         |         |         |         |         |         |         |         |         |         |         |         |         |         |         |         |         |         |         |         | 0,27 %  | 0,35 %  | 0,24 %  | 0,32 %  |        |        |        |        |        |        |        |
| Інші                   | 4,64 % | 3,87 %  | 3,48 %  | 3,09 %  | 2,65 %  | 2,51 %  | 2,45 %  | 2,43 %  | 2,33 %  | 2,82 %  | 2,78 %  | 2,78 %  | 3,20 %  | 5,33 %  | 4,27 %  | 2,88 %  | 2,20 %  | 1,83 %  | 1,81 %  | 1,74 %  | 1,87 %  | 2,01 %  | 1,58 %  | 1,31 %  | 1,49 %  | 1,60 %  | 4,50 %  | 3,86 %  | 4,48 %  | 4,87 %  | 10,9 % | 9,6 %  | 8,2 %  | 5,9 %  | 6,8 %  | 7,7 %  | 8,7 %  |
|                        | Джерела: World Currency Composition of Official Foreign Exchange Reserves Міжнародний валютний фонд (1995-2024), The evolution of reserve currency diversification, December 1986 Банк міжнародних розрахунків (1970-1984) |         |         |         |         |         |         |         |         |         |         |         |         |         |         |         |         |         |         |         |         |         |         |         |         |         |         |         |         |         |        |        |        |        |        |        |        |

## Валютний курс
За коливаннями валютного курсу австралійський долар є схожим до новозеландського долара. Це пояснюється великою пов'язаністю та схожістю за структурою економік цих двох сусідніх країн.
Також станом на 2020 рік в Австралії використовується режим вільно плаваючого валютного курсу. Критерієм ефективності курсової політики (курсової якір) виступають показники інфляції.
Станом на 5 серпня 2025 валютний курс австралійського долара (за даними МВФ, ЄЦБ та НБУ) становить 1,548 австралійського долара за 1 долар США (0,6459 долара США за 1 австралійський долар), 1,788 австралійського долара за 1 євро (0,5594 євро за 1 австралійський долар) та 0,03697 австралійського долара за 1 гривню (27,05 гривні за 1 австралійський долар).

## Цікаві факти

Монета номіналом 1 млн австралійських доларів

- У жовтні 2011 року на Монетному дворі Перта було створено найбільшу, найважчу і найкоштовнішу золоту монету у світі. Вона має діаметр 80 см, ширину 12 см, вагу 1012 кг і виготовлена з чистого золота — 9999 проби. На аверсі монети зображено червоного кенгуру, а на реверсі — портрет королеви Великої Британії та Співдружності націй Єлизавети II. Номінал монети — 1 млн австралійських доларів, а її реальна вартість оцінюється приблизно в 53,5 мільйони[12][13][14].